# François Gautier (homme politique)
Pour les articles homonymes, voir François Gautier (homonymie) et Gautier.
François Gautier, né le 23 avril 1940 à Paris, est un haut fonctionnaire et homme politique français.
Apparenté à l'Union pour la démocratie française (UDF), il est notamment maire de Rouen entre 1993 et 1995 et sénateur de la Seine-Maritime de 1994 à 1995.

## Carrière professionnelle
À sa sortie de l'École nationale d'administration (1969), il intègre la Cour des comptes en tant que conseiller référendaire. En 1976, il devient chef de cabinet du garde des Sceaux, Jean Lecanuet.
Il est l'un des cadres dirigeants de la Compagnie générale des eaux de 1982 à 1992.
En 1996, il est nommé président de l'Établissement public de la Cité de la musique, puis président de la salle Pleyel à partir de l'année suivante.
Il est ensuite professeur de droit public à la faculté de droit de l'université Paris-Descartes.

## Parcours politique

### Débuts entre Ablon-sur-Seine et Rouen
En 1977, François Gautier commence son parcours politique après avoir été élu conseiller municipal d'Ablon-sur-Seine, sur la liste du maire centriste Alain Poher.
Il quitte Ablon-sur-Seine en 1989 après son élection comme conseiller municipal sur la liste du maire sortant de Rouen, Jean Lecanuet, dont il a été l'un des collaborateurs au ministère de la Justice. Par la suite, il est élu adjoint au maire et se voit confier la délégation des finances.
Il est élu conseiller régional de Haute-Normandie sur la liste d'Antoine Rufenacht en 1992.

### Maire de Rouen
Après la mort de Jean Lecanuet le 22 février 1993, François Gautier brigue la fonction de maire de Rouen. Sa candidature, facilitée par le retrait de la première adjointe et maire intérimaire Jeanine Bonvoisin, est cependant contestée par une partie de la majorité municipale emmenée par Michel Guez, qui reproche à François Gautier d'être « parachuté ». Le 8 mars suivant, ce dernier est pourtant élu maire avec 38 voix en sa faveur contre 6 pour Michel Guez. Sa victoire entraîne de vives tensions au sein du centre droit rouennais, à deux ans du scrutin municipal de 1995.
Il est élu sénateur de la Seine-Maritime le 6 février 1994 face au conseiller général socialiste Marc Massion. Au Sénat, en tant que membre du groupe Union centriste (UC), il siège brièvement à la commission des affaires culturelles avant de rejoindre celle des finances.
Après l'élection de Jacques Chirac à la présidence de la République en mai 1995, il aurait été approché sans succès pour faire partie du premier gouvernement formé par Alain Juppé.
Candidat à un second mandat lors des élections municipales de juin 1995, il dirige une liste de centre droit qui reçoit l'investiture conjointe de l'UDF et du RPR. Sa campagne est néanmoins fragilisée par la dissidence de Michel Guez, qui constitue sa propre liste, et par l'union de la gauche autour d'Yvon Robert. Après un premier tour dominé par l'opposition sortante, François Gautier obtient le retrait de son rival dissident, sans parvenir à s'imposer lors du second tour, qui voit la victoire de son adversaire socialiste dans le cadre d'une triangulaire impliquant le Front national.
Son court mandat de maire est notamment marqué par la deuxième édition de l'Armada, qui se déroule du 3 au 7 juillet 1994, ainsi que par la mise en service du tramway de la ville, dont son prédécesseur Jean Lecanuet a été l'initiateur.

### Retour à Ablon-sur-Seine
Alors qu'il est critiqué pour sa responsabilité dans l'échec électoral du centre droit rouennais, François Gautier siège dans l'opposition à la nouvelle municipalité socialiste, sans parvenir à en prendre la tête.
Peu après sa défaite aux élections municipales, il n'est pas investi par son parti pour le scrutin sénatorial de septembre 1995.
Il quitte Rouen en 2001 pour revenir à Ablon-sur-Seine où il est de nouveau élu conseiller municipal.
En 2008, il prend la direction d'une liste de droite afin de devenir maire d'Ablon-sur-Seine à l'occasion des élections municipales de 2008. Cette liste est toutefois devancée dès le premier tour par celle du socialiste Jean-Louis Cohen.

## Détail des mandats et fonctions

### Au Sénat
- 1994-1995 : sénateur de la Seine-Maritime

### Au niveau local
- 1977-1989 : conseiller municipal d'Ablon-sur-Seine
- 1989-2001 : conseiller municipal de Rouen
- 1989-1993 : adjoint au maire de Rouen, chargé des finances
- 1993-1995 : maire de Rouen
- 2001-2008 : adjoint au maire d'Ablon-sur-Seine
- 2008-2014 : conseiller municipal d'Ablon-sur-Seine

### Autres fonctions
- Vice-président du conseil régional de Haute-Normandie, chargé du budget
- Membre du conseil national de l'UDF
- Secrétaire départemental du CDS

## Résultats électoraux

### Élections municipales
| Année | Nuance | Nuance | Commune         | Position      | 1er tour | 1er tour | 1er tour | 2d tour | 2d tour | 2d tour | Sièges (CM) |
| Année | Nuance | Nuance | Commune         | Position      | Voix     | %        | Rang     | Voix    | %       | Rang    | Sièges (CM) |
| ----- | ------ | ------ | --------------- | ------------- | -------- | -------- | -------- | ------- | ------- | ------- | ----------- |
| 1995, |        | DVD    | Rouen           | Tête de liste | 9 424    | 28,61    | 2e       | 13 125  | 36,93   | 2e      | NC          |
| 2008  |        | MAJ    | Ablon-sur-Seine | Tête de liste | 966      | 46,40    | 2e       |         |         |         | 6 / 27      |